# ПТСР и вторжение России на Украину
В ходе российского вторжения в Украину многие российские и украинские военные, а также мирные жители затронутых войной территорий столкнулись с посттравматическим стрессовым расстройством (ПТСР). В России нет открытой статистики по числу больных, однако по данным российских и международных исследований ПТСР получают до 30 % военных. В Украине, по состоянию на середину 2024 года, в Единой системе здравоохранения было зарегистрировано 27,5 тысяч пациентов с этим диагнозом.
Системы здравоохранения обеих стран оказались не в полной мере готовы к резкому росту числа ментальных расстройств. Тем не менее, Украина начала решать проблему ПТСР ещё в середине 2010-х. В России же к моменту возвращения первых ветеранов практически не существовало специальной системы помощи. Наиболее громким шагом российских властей стало создание фонда «Защитники Отечества» под руководством двоюродной племянницы Владимира Путина Анны Цивилёвой.
На фоне возвращения с фронта служащих ВС РФ и наёмников ЧВК «Вагнер» в России впервые за 20 лет выросло число убийств и покушений на убийство, а количество тяжких и особо тяжких преступлений достигло максимума с 2011 года. Также выросло число случаев домашнего насилия, сексуализированного насилия и наркопреступлений. Среди резонансных преступлений, совершённых военными, отмечаются массовые убийства, изнасилования детей, поджоги и другие тяжкие деяния. При этом российские суды при рассмотрении подобных дел рассматривали участие в войне как смягчающее обстоятельство.

## Характеристика
Оценки частоты посттравматического стрессового расстройства варьируются. По данным Министерства по делам ветеранов США, одного из наиболее авторитетных источников информации о ПТСР, среди участников войн в Ираке и Афганистане с расстройством столкнулся каждый третий. В российских исследованиях, проведённых на небольших выборках ветеранов советского вторжения в Афганистан, ПТСР выявлялся у каждого пятого, а в некоторых группах — у всех участников. По оценке НМИЦ им. Бехтерева, ПТСР развивается у 3—11 % участников боевых действий, а среди получивших ранения — у 30 %.
В основе ПТСР лежит неспособность интегрировать травмирующий опыт, что приводит к репереживанию события с интенсивными эмоциональными и физиологическими реакциями. ПТСР заметно влияет на поведение человека: больные часто избегают любых триггеров, изолируются от общества, воспринимают себя неполноценным и воспринимают окружающий мир как опасный. Такие люди склонны к конфликтам, плохо контролируют гнев и могут представлять угрозу для окружающих. Без терапии ПТСР формирует вторичные расстройства — алкогольную и наркотическую зависимости.
Лечение ПТСР требует комплексного подхода. В среднем симптомы сохраняются 13 лет. Полное выздоровление фиксируется у 30 % пациентов, у 40 % сохраняются отдельные симптомы, в 20 % сохраняются симптомы средней тяжести, а у 10 % состояние только ухудшается. При длительных или повторяющихся травмирующих событиях может развиваться более тяжёлая форма — комплексный ПТСР, который хуже поддаётся терапии и имеет более разрушительное влияние на жизнь человека. Даже у тех, кто наблюдает за травмирующими событиями со стороны (например, в новостях), может развиться вторичный ПТСР, проявляющийся постоянной усталостью, апатией, тревогой, навязчивыми воспоминаниями и другими симптомами.

## Россия
В марте 2023, спустя всего год после начала вторжения, руководитель Высшей школы организации и управления здравоохранением Гузель Улумбекова оценила число нуждающихся в лечении ПТСР в 150 тысяч человек, из которых 100—120 тысяч — ветераны войны. Замминистра обороны, двоюродная племянница Владимира Путина и глава государственного фонда «Защитники Отечества» Анна Цивилёва сообщила, что ПТСР диагностируется у 20 % российских военнослужащих, возвращающихся из Украины. Специалисты отмечали катастрофическую нехватку квалифицированных психологов в стране: терапией обеспечены лишь 15 % военных с выявленным ПТСР.

### Диагностика
Фундаментальная проблема, с которой сталкиваются больные ПТСР в России, — отсутствие своевременной диагностики. В годы первой и второй Чеченских войн существовала негласная практика избегания диагноза ПТСР, так как он обязывал государство выплачивать компенсации ветеранам. Вместо этого им диагностировали тревожное расстройство, депрессивное расстройство, смешанное расстройство личности или шизофрению. Впоследствие от этого подхода отказались, но из-за сходства симптомов и нехватки специалистов, работающих с травмой, пациенты часто получают неверный диагноз. Стигматизация ментальных расстройств в обществе лишь усугубляет ситуацию, так как многие избегают обращения за медицинской помощью.
Проблема диагностики ПТСР в России имеет и политический аспект. Из-за «несоответствия традиционным ценностям» в России не был принят МКБ-11, где впервые появилось описание осложнённого ПТСР с отдельным набором симптомов и рекомендациями по лечению синдрома. Не все медицинские функционеры придерживаются современных взглядов на ПТСР. В феврале 2023 года в ходе выступления в Государственной думе ректор Восточно-Европейского института психоанализа Михаил Решетников утверждал, что ПТСР может развиться только у 4 % участников вторжения в Украину, а самих больных назвал «золотым фондом армии».
В России нет сложившейся школы работы с ПТСР. Многие психологи используют устаревшие практики, разработанные после Второй мировой войны, такие как публичное одобрение и принятие. Военная цензура и пропаганда искажают восприятие войны у обычных россиян, создавая предвзятое отношение к ветеранам и непонимание их болезни. Некоторые представители государственной системы здравоохранения предлагали использовать опыт российской военной психиатрии, которая игнорирует сложность психики и воспринимает человека как функцию в ограниченном числе сценариев на войне и в мирной жизни.

### Разработка стандартов
Весной 2023 года Минздрав России утвердил новые рекомендации по лечению ПТСР, в разработке которых приняла участие дочь министра обороны Юлия Шойгу. Документ вызвал скепсис в профессиональном сообществе из-за противоречий и включения методик и препаратов без доказанной эффективности. Например, рекомендованные Минздравом бензодиазепины нежелательны для терапии ПТСР, так как риски осложнений превышают возможную пользу. Предложенный для профилактики ПТСР гидрокортизон не проходил исследования на людях с этим расстройством. Препараты тофизопам и ламотриджин в международной практике не используются или не рекомендованы для лечения ПТСР.
Для реабилитации Минздрав предлагает лечебный душ, ароматические ванны и иглоукалывание. Также документ содержит тезисы, которые противоречат научным представлениям о ПТСР: якобы возвращение человека в боевую обстановку имеет положительный эффект на течение болезни (в реальности всё наоборот). Иные разумные меры, такие как регулярная ротация (в случае интенсивных боёв — раз в несколько недель, при больших потерях — раз в несколько дней), выходили за рамки компетенций Минздрава. Документы Минобороны на 2017 год не предлагали для терапии ПТСР и других ментальных расстройств у военных иной помощи, кроме 30 суток отпуска в санатории рядом с местом прохождения службы.

### Профессиональная помощь
Аналитический центр RAND в 2023 году со ссылкой на юристов, работающих с ветеранами войны в Украине, сообщал, что в России есть всего 10 госпиталей, специализирующихся на работе с ветеранами боевых действий. Из них только один — рассчитанный на 32 койки — был ориентирован на психологическую помощь и лечение психических расстройств.

### Подготовка психологов
В России велик дефицит психологов, умеющих работать с ПТСР, при этом нет стандартов подготовки специалистов. В марте 2024 года Минобрнауки было вынуждено отказаться от программы подготовки психологов, подготовленной Научно-практическим институтом религиозно-ориентированной психологии и психотерапии и включённой в базу федеральных государственных образовательных стандартов высшего образования. Программа включала 72 академических часа занятий, посвящённых духовности, проблеме «подмены учения о душе учением о психике», ментальным войнам и «традиционным ценностям». В частности, авторы предлагали изучать исторические примеры «отступления народов от традиционных духовно-нравственных ценностей» и их последствия. К положительным примерам относилось принятие христианства, к отрицательным — Всемирный потоп, разрушение Содома и Гоморры (в тексте документа их названия даны с ошибками) и современная Украина.

### «Защитники Отечества»
В апреле 2023 года указом Владимира Путина был учреждён государственный фонд поддержки участников войны «Защитники Отечества». Его возглавила двоюродная племянница президента, замминистра обороны Анна Цивилёва. Главой набсовета стал первый замглавы администрации президента Сергей Кириенко, а обучение сотрудников было поручено дочери министра обороны Юлии Шойгу. Пропагандист Владимир Соловьёв был назначен ответственным за популяризацию работы фонда.
Фонд заявлял своими целями реабилитацию и социальную адаптацию ветеранов через образовательные, культурные и спортивные мероприятия, оказание психологической помощи военным и семьям погибших, а также патриотическое воспитание и «прославление подвигов ветеранов» вторжения в Украину. Предполагалось, что в сотнях отделений фонда по всей стране будут работать 11 тысяч социальных координаторов, на каждого из которых будет приходиться до 110 ветеранов. В 2023 году «Защитники Отечества» получили из бюджета 10 млрд рублей, в 2024 — 18 млрд.
Фонд регулярно отчитывается о тысячах обращений от военных, но проверить эту информацию невозможно. Журналисты отмечали случаи бездействия сотрудников «Защитников Отечества» при оформлении социальной поддержки, выдаче удостоверений ветерана и предоставлении юридической помощи. На публичных площадках фонда нет информации о применяемых методах психологической и фармакологической поддержки, а отчёты о работе групп психологической помощи не публикуются.
Во второй половине 2023 года «Защитникам Отечества» был передан «Единый центр поддержки», созданный в феврале того же года по инициативе Нюты Федермессер. Центр работал по современным стандартам, его подходы разительно отличались от практик «Защитников Отечества». «Единый центр поддержки» был ориентирован на снижение страха перед обращением за психологической помощью, предоставлял множество государственных и муниципальных услуг, вёл просветительскую работу среди посетителей. Центр предлагал зоны отдыха, пространства для занятий спортом, творчеством и ремёслами. В работе центра участвовали многие сотрудники благотворительных организаций, таких как фонд помощи хосписам «Вера» и поисково-спасательный отряд «ЛизаАлерт».

### Последствия
Одним из ключевых последствий ПТСР у ветеранов, вернувшихся с войны, является заметный рост преступности и насилия. Многие ветераны Афганской войны не нашли себя в мирной жизни и присоединились к организованным преступным группам. Авторы книги «Милиция между Россией и Чечнёй» (2007 год) отмечали, что недиагностированный ПТСР и отсутствие лечения у ветеранов Чеченских войн, поступивших на работу в милицию, привёл к заметному росту полицейского насилия и чрезмерной жестокости. Исследования последствий вторжения в Украину пока не проводились.
Согласно отчёту адвокатского объединения «Травмпункт», в 2022 году в России впервые за 20 лет выросло количество зарегистрированных убийств и покушений на убийство. Также выросло число обращений на горячие линии для жертв домашнего насилия и случаев сексуализированного насилия. В 2023 году число тяжких и особо тяжких преступлений в России выросло на 10 % по сравнению с 2022 годом (до 589 тысяч), что стало рекордом с 2011 года. Среди преступлений, которые в России не квалифицируются как особо тяжкие, наибольший рост пришёлся на нанесение побоев и воинские преступления. За первые 6 месяцев 2024 года в полтора раза выросло число осуждённых за семейное насилие. Основательница центра «Насилию.нет» Анна Ривина отмечала, что масштабы проблемы могут быть намного больше, так как в военное время жертвы ещё реже обращаются в полицию. Также выросло число преступлений, связанных с наркотиками, особенно с мефедроном (так называемыми «солями»).
Из общей статистики выделяются преступления, совершённые действующими или бывшими военными. В январе—сентябре 2023 года по делам об убийстве судили не менее 147 военнослужащих, тогда как за аналогичный период 2022 года таких дел было 15. Жертвами чаще всего становились сослуживцы, знакомые или члены семьи. К началу 2024 года бывшие наёмники ЧВК «Вагнер» совершили не менее 190 преступлений, включая 55 убийств. В показаниях обвиняемые сообщали о неконтролируемых вспышках агрессии — характерном проявлении ПТСР. Среди резонансных преступлений — убийства, поджоги, нападения на детей, изнасилования несовершеннолетних. При этом российские суды при вынесении приговоров нередко учитывают участие в войне как смягчающее обстоятельство.

## Украина
О связи ПТСР с ростом преступности и необходимости терапии для военнослужащих в Украине заговорили после начала российско-украинской войны в 2014 году. В 2014—2023 годах через психологическую реабилитацию прошли более 60 тысяч человек, а число штатных психологов в подразделениях морально-психологического обеспечения ВСУ выросло на 40 %. В 2018 году было учреждено Министерство по делам ветеранов Украины. Однако на момент начала вторжения система помощи военным с ПТСР всё ещё оставалась недостаточно развитой. Её слабые стороны компенсировали частные психологи, ветеранские организации, волонтёры и НКО.
В 2023 году бюджет Украины на реабилитацию, лечение и профессиональную адаптацию военных составил 540 млн гривен, что вдвое превышало финансирование в 2022 году. Одной из сложнейших задач стала реабилитация военнопленных, переживших насилие и издевательства во время заключения в России.
В Украине с риском развития ПТСР сталкиваются не только военные, но и мирные жители. Согласно докладу Всемирной организации здравоохранения, с ПТСР в стране может столкнуться до 10 млн человек. К середине 2024 года в Электронной системе здравоохранения было зарегистрировано 27544 украинца с ПТСР, из них 8888 получили диагноз в 2024 году.
В 2023 году первая леди Елена Зеленская запустила инициативу и портал «Ти як?» (укр. Как ты?), призванные помочь украинцам следить за своим ментальным здоровьем. С самого начала войны работает горячая линия LifeLine Ukraine, помогающая справиться с суицидальными мыслями. ЮНЕСКО и Минобрнауки Украины при финансовой поддержке властей Японии реализуют программу подготовки 15 тысяч школьных психологов для работы с детьми и подростками с ПТСР. По данным ООН, до 26 % украинских подростков столкнулись с ПТСР после начала войны.